# Costa Verde (Portugal)

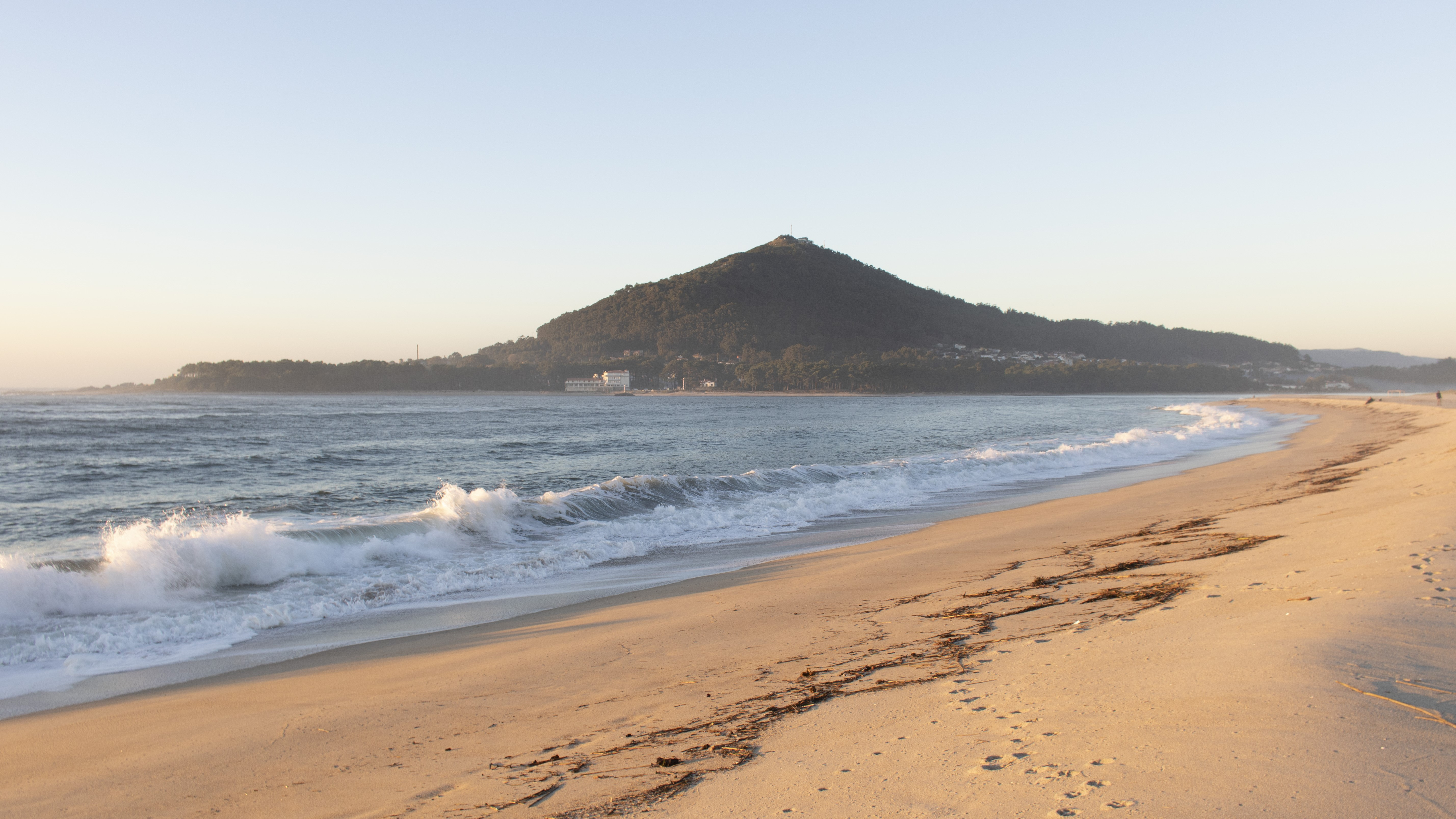
Playa de Camarido, la playa más septentrional de Portugal, en la desembocadura del Río Miño y con el Monte de Santa Tecla (España), al fondo.

La Costa Verde de Portugal abarca todo el litoral septentrional del país, desde la desembocadura del río Miño en Caminha hasta la desembocadura del río Duero en la ciudad de Oporto. 
Esta costa limita al norte con las Rías Bajas (Galicia, España) y por el sur con la Costa de Plata.
El nombre de la costa proviene del color predominante de la densa vegetación de la zona, el verde, a causa de las abundantes precipitaciones. En esta zona se cultivan los famosos vinhos verdes portugueses. La costa tiene un clima mediterráneo oceánico, con la clasificación climática de Köppen Csb.
La región costera confiere también el nombre a la región de turismo portuguesa denominada Região de Turismo da Costa Verde.
Las principales ciudades situadas a orillas de la Costa Verde son, además de Oporto, Viana do Castelo, Esposende, Póvoa de Varzim y Vila do Conde. Todas estas ciudades tienen una larga tradición pesquera.